# Affen
Die Affen
(Anthropoidea, Simiae
oder Simiiformes),
auch als „Eigentliche Affen“,
„Echte Affen“
oder „Höhere Primaten“

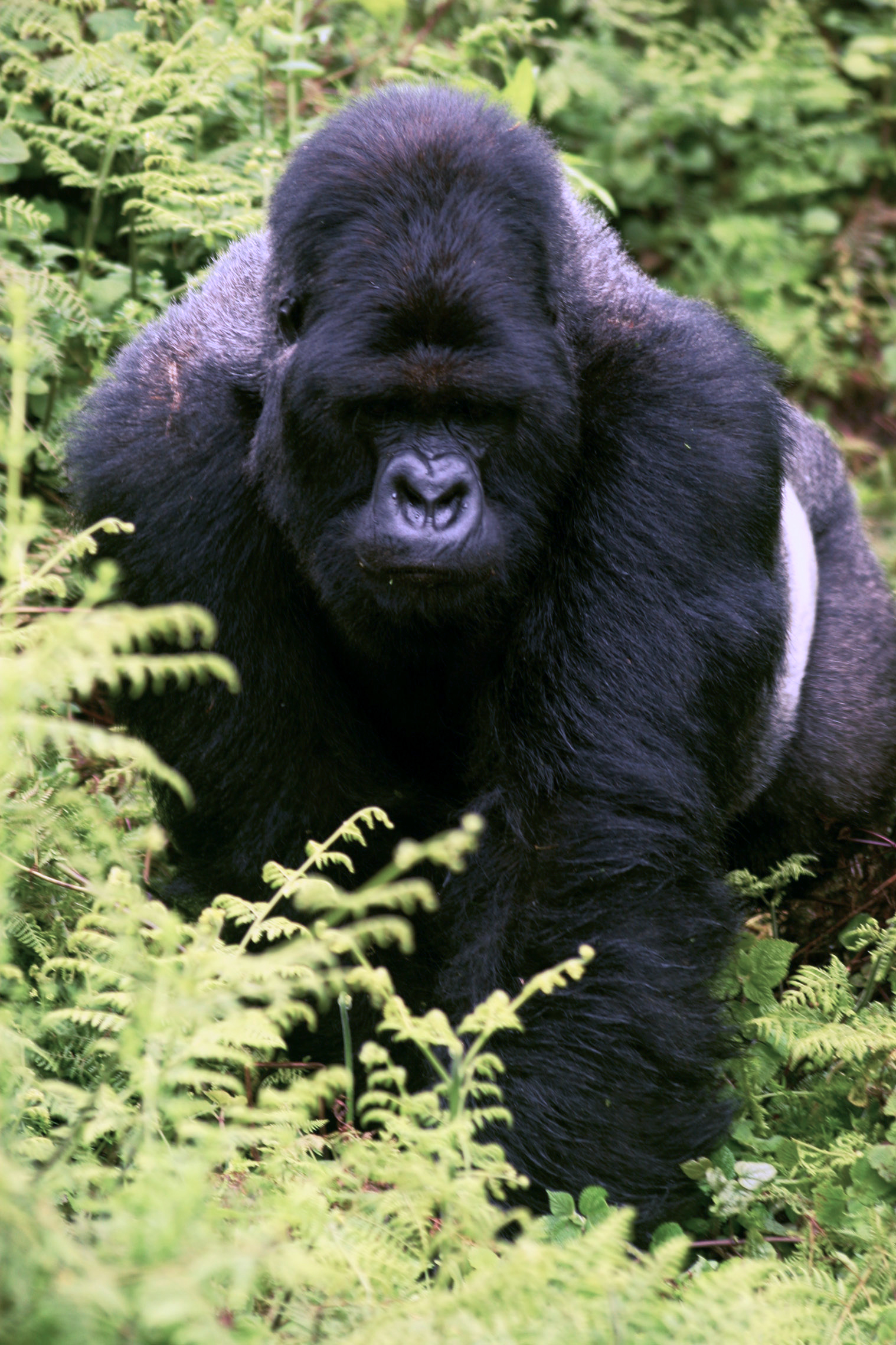
Gorillas (hier ein Berggorilla) sind die größten lebenden Affen

bezeichnet, sind eine zu den Trockennasenprimaten gehörende Verwandtschaftsgruppe der Primaten. Traditionell wurden sie den „Halbaffen“ gegenübergestellt, jedoch sind sie mit den Koboldmakis näher verwandt als mit den übrigen Vertretern dieser Gruppe. Sie teilen sich in die Neuweltaffen und die Altweltaffen auf, zu denen auch der Mensch gehört.

## Merkmale
Die Größe der Affen schwankt zwischen dem Zwergseidenäffchen, mit einer Kopf-Rumpf-Länge von rund 12 bis 15 Zentimetern und einem Gewicht von rund 100 Gramm, und den Gorillas, die stehend bis zu 1,75 Meter hoch werden und ein Gewicht von 200 Kilogramm erreichen können, sowie den Menschen mit einer Körpergröße von durchschnittlich 1,60 bis 1,80 Metern, in Einzelfällen auch mehr als 2,00 Metern. Einige Arten haben einen ausgeprägten Geschlechtsdimorphismus, wobei die Männchen mancher Arten doppelt so schwer wie die Weibchen sein können und sich auch in der Fellfarbe unterscheiden können. Ihr Körper ist meist mit Fell bedeckt, dessen Färbung von schwarz über verschiedene Braun- und Grautöne bis zu weiß variieren kann. Die Handflächen und Fußsohlen sind meistens unbehaart, manchmal auch das Gesicht. Die Augen sind groß und nach vorn gerichtet, womit ein guter Gesichtssinn einhergeht. Als Trockennasenprimaten ist ihr Geruchssinn hingegen unterentwickelt.
Da die meisten Arten Baumbewohner sind, sind ihre Gliedmaßen an die Lebensweise angepasst. Die Hinterbeine sind fast immer länger und stärker als die Vorderbeine (Ausnahmen sind die Gibbons und die nicht-menschlichen Menschenaffen) und tragen den größeren Anteil der Bewegung. Die Finger und Zehen sind an das Greifen angepasst. Merkmal aller Arten (mit Ausnahme des Menschen) ist die opponierbare (den anderen Zehen gegenüberstellbare) Großzehe. Auch der Daumen ist manchmal opponierbar, bei Arten, die sich hangelnd durch die Äste bewegen, ist er jedoch zurückgebildet. Die jeweils fünf Strahlen der Gliedmaßen (Finger und Zehen) tragen in den meisten Fällen Nägel statt Krallen. Der Schwanz ist meist lang und dient vorrangig als Balanceorgan. Einige Neuweltaffen haben einen Greifschwanz ausgebildet. Bei den Menschenartigen und einigen anderen Arten ist es allerdings zu einer Rückbildung des Schwanzes gekommen.

## Verbreitung und Lebensraum

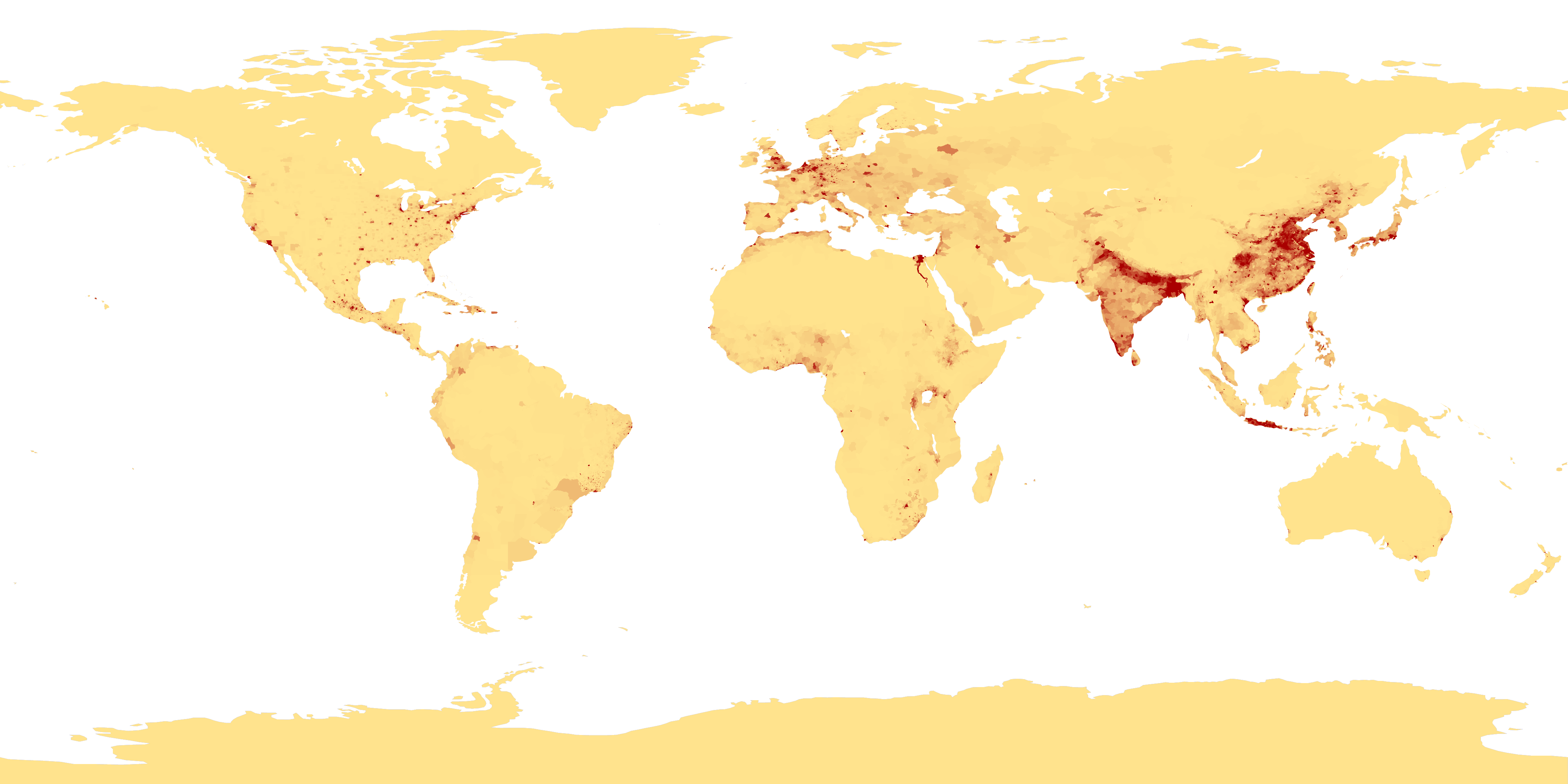
Gebiete mit höchster Siedlungsdichte des Menschen (rot)

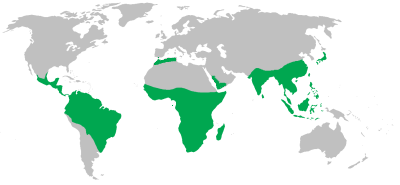
Verbreitung nichtmenschlicher Primaten (grün)

Die heute mit Abstand individuenreichste Affenart ist der Mensch, ein Höheres Säugetier aus der Ordnung der Primaten, mit einer weltweiten Population von 8 Milliarden. Er hat alle Kontinente mit Ausnahme von Antarktika besiedelt und ist auch weltweit das Säugetier mit der größten Population.
Die übrigen Affenarten sind in den tropischen und subtropischen Regionen Amerikas, Afrikas und Asiens verbreitet, wobei die ältesten fossilen Funde – zum Beispiel Eosimias – rund 45 Millionen Jahre alt und nur aus Asien belegt sind. In Amerika reicht das Verbreitungsgebiet der Affen vom südlichen Mexiko bis ins nördliche Argentinien. In Afrika sind sie weitverbreitet, die größte Artendichte gibt es südlich der Sahara. Auf Madagaskar gibt es keine Affen außer dem Menschen, hier sind die Primaten ansonsten nur durch die Lemuren vertreten. In Asien sind sie vorwiegend in Süd- und Südostasien vertreten, ihr Verbreitungsgebiet reicht bis Japan beziehungsweise Timor. Die einzige in Europa freilebende Affenart außer dem Menschen ist der Berberaffe auf Gibraltar, diese Population wurde aber vermutlich vom Menschen eingeführt.
Der Lebensraum der Affen mit Ausnahme des Menschen sind vorwiegend Wälder und andere baumbestandene Gebiete. Sie sind dabei in verschiedensten Waldtypen zu finden, von Regenwäldern bis in Gebirgswälder über 3000 Meter Höhe. Einige Arten sind teilweise Bodenbewohner, am ausgeprägtesten der Dschelada.

## Lebensweise
Affen sind mit Ausnahme der Nachtaffen immer tagaktiv. Sie haben verschiedene Fortbewegungsarten entwickelt, neben dem zweibeinigen Gehen (Mensch) und dem vierbeinigen Gehen findet sich auch das senkrechte Klettern und Springen und das Schwinghangeln. Die Mehrzahl der Affenarten sind vorwiegend oder reine Baumbewohner.
Affen haben in den meisten Fällen ein komplexes Sozialverhalten entwickelt, Einzelgänger sind selten. Manche Arten bilden große gemischte Gruppen, andere leben in Haremsgruppen, in denen ein einzelnes Männchen zahlreiche Weibchen um sich schart, wieder andere leben in langjährigen monogamen Beziehungen. In Gruppen bildet sich oft eine Rangordnung heraus, die durch Kämpfe, Alter, Verwandtschaft und andere Faktoren bestimmt ist.

## Ernährung

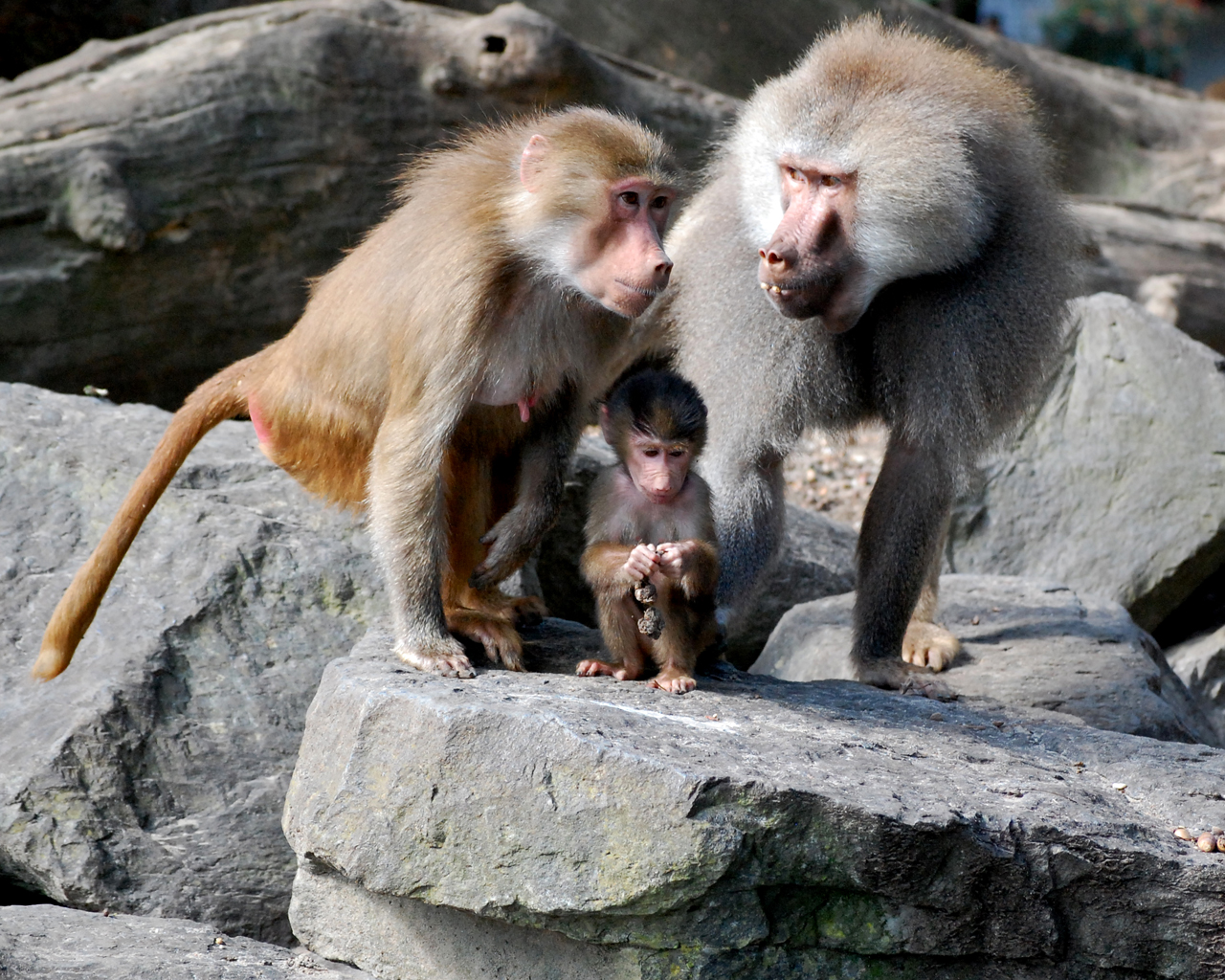
Mantelpavian (Papio hamadryas)

Die Mehrzahl der Affenarten ist vorrangig Pflanzenfresser. Früchte stellen vielfach den Hauptbestandteil der Nahrung dar, ergänzt werden sie durch Blätter, Blüten, Knollen, Pilze, Samen, Nüsse, Baumsäfte und andere Pflanzenteile. Viele Arten sind jedoch Allesfresser, die neben pflanzlicher auch tierische Nahrung zu sich nehmen, insbesondere Insekten, Spinnen, Vogeleier und kleine Wirbeltiere.
Auch der Mensch und fossile Hominiden sind von Natur aus Allesfresser, siehe Ernährung des Menschen. Waffenreste wie die Schöninger Speere von Homo heidelbergensis belegen Jagdaktivitäten seit mindestens 450.000 Jahren, aus der Abnutzung von Zähnen der gleichen Spezies wurde jedoch auch auf raue Nahrung geschlossen, die zu mindestens 80 Prozent aus pflanzlichen Anteilen bestand. Je nach Lebensraum überwog beim Menschen die pflanzliche oder die tierische Ernährung.

## Fortpflanzung

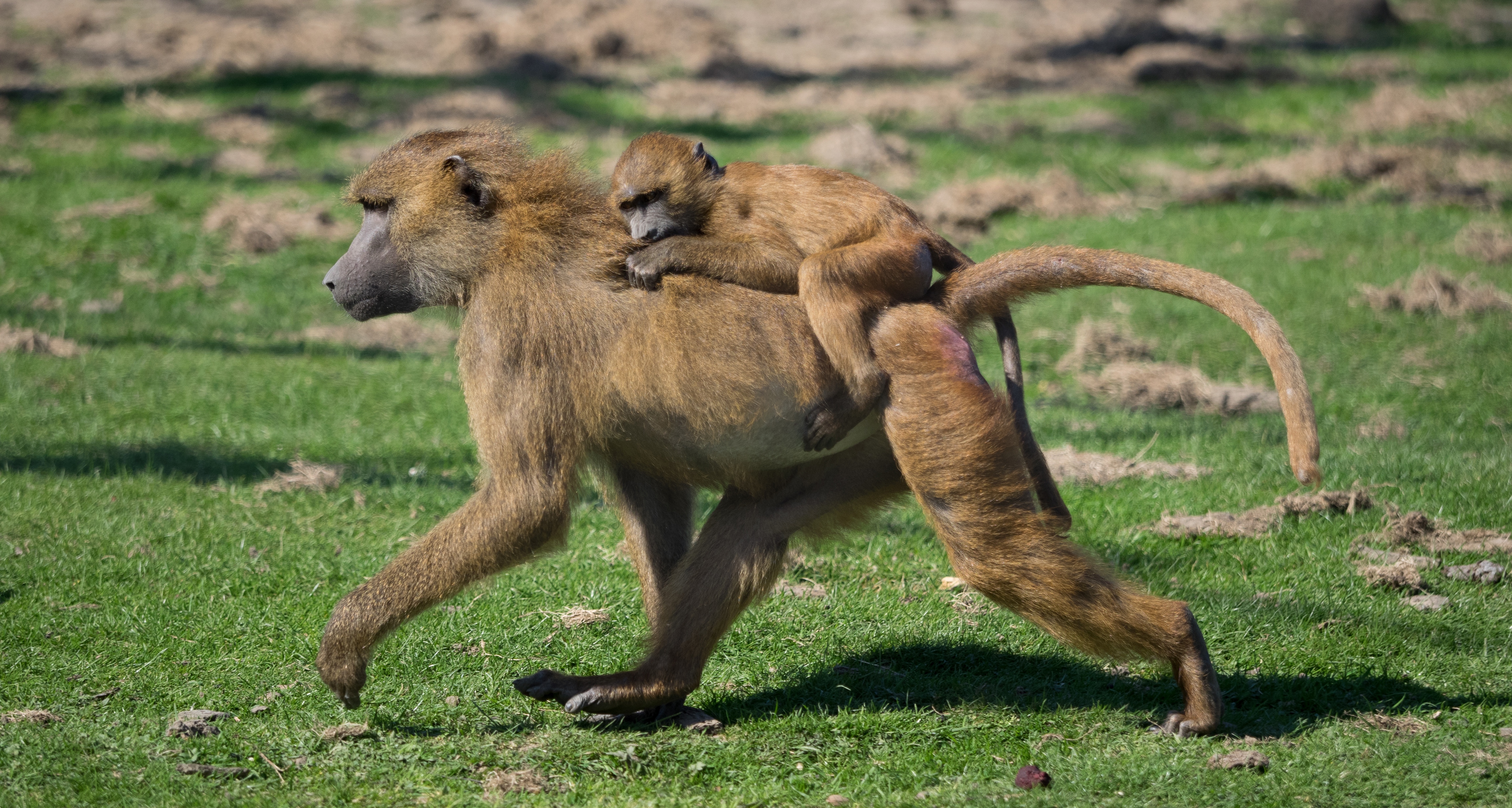
Affen sind aktive Traglinge: hier ein Guinea-Pavian-Weibchen mit Jungtier auf dem Rücken

Die Fortpflanzung der Affen zeichnet sich durch eine lange Trächtigkeitsdauer, eine lange Entwicklungszeit der Jungen und eine eher hohe Lebenserwartung aus. Die Strategie dieser Tiere liegt darin, viel Zeit in die Aufzucht der Jungtiere zu investieren, dafür ist die Fortpflanzungsrate gering. Im Gegensatz zu anderen Primaten haben Affen eine einfache Gebärmutter (Uterus simplex) und nur ein Zitzenpaar.
Die Tragzeit beträgt etwa fünf bis neun Monate. Bei den meisten Arten überwiegen Einzelgeburten, nur bei den Krallenaffen kommt es meist zu Zwillingsgeburten. Die Jungtiere werden als aktive Traglinge, die sich am Fell der Mutter – bei manchen Arten auch an anderen Individuen einer sozialen Gruppe – festhalten, bei den Wanderungen und Streifzügen getragen. Sie werden häufig einige Monate oder gar Jahre gesäugt, die Geschlechtsreife tritt meist erst nach einigen Jahren auf. Bei Menschenaffen tritt die Geschlechtsreife besonders spät, meist im Alter zwischen 6 und 10 Jahren ein, beim Menschen noch einige Jahre später.

## Lebenserwartung
Die Lebenserwartung der Affen beträgt typischerweise 10 bis 15 Jahre. Menschenaffen erreichen in freier Wildbahn 35 bis 50 Jahre. Unter allen Affen hat der Mensch die höchste Lebenserwartung.

## Affen und Menschen
Zur Forschungsgeschichte, der kulturellen Bedeutung von Primaten, siehe Primaten und Menschen.
Die Nutzung von Affen hat unterschiedliche Aspekte. Sie werden als Zootiere zur Schau gestellt, einige treten als Tierdarsteller auf und manche werden als Haustier gehalten. Aufgrund ihrer Ähnlichkeit zu Menschen, werden sie als medizinische und/oder neurologische Versuchstiere erforscht. In einigen Gegenden werden (auch geschützte) Affen nach wie vor wegen ihres Fells (siehe Affenfell) oder ihres Fleisches (siehe hierzu „Bushmeat“) gejagt, das teilweise bis nach Europa importiert wird.
Im Deutschen Sprachgebrauch wird „Affe“ auch als Schimpfwort für einen dummen Kerl oder einen eitlen Menschen, der sich geziert verhält gebraucht. Das Adjektiv „affig“ hat verschiedene, ausschließlich negative Bedeutungen. Jemanden zu „äffen“ heißt, ihn hinters Licht zu führen, ihn „nachzuäffen“, ihn veralbernd nachzuahmen.
In anderen Kulturen galten oder gelten dagegen manche Affenarten als besonders weise und klug und werden sogar als heilig verehrt, so die Mantelpaviane im Alten Ägypten oder die Hanuman-Languren im Hinduismus.

## Systematik

### Äußere Systematik
Die Affen bilden zusammen mit den Koboldmakis die Gruppe der Trockennasenprimaten (Haplorhini). Trocken- und Feuchtnasenprimaten werden als Primaten zusammengefasst. Das kommt in folgendem Kladogramm zum Ausdruck:
| Trockennasenprimaten (Haplorrhini) | \| \| Koboldmakis (Tarsiiformes) \| \| \| \| \| \| Affen (Anthropoidea) \| \| \| \| |
|                                    | \| \| Koboldmakis (Tarsiiformes) \| \| \| \| \| \| Affen (Anthropoidea) \| \| \| \| |
|                                    | Feuchtnasenprimaten (Strepsirrhini)                                                 |
|                                    |                                                                                     |
|                                    | Koboldmakis (Tarsiiformes)                                                          |
|                                    |                                                                                     |
|                                    | Affen (Anthropoidea)                                                                |
|                                    |                                                                                     |

|  | Koboldmakis (Tarsiiformes) |
|  |                            |
|  | Affen (Anthropoidea)       |
|  |                            |

Traditionell werden Koboldmakis und Feuchtnasenprimaten als Halbaffen zusammengefasst. Die Halbaffen sind allerdings paraphyletisch, da die Koboldmakis näher mit den Affen als den Feuchtnasenprimaten verwandt sind und werden darum in heutigen Systematiken nicht mehr angegeben.

Uakaris sind Vertreter der Neuweltaffen

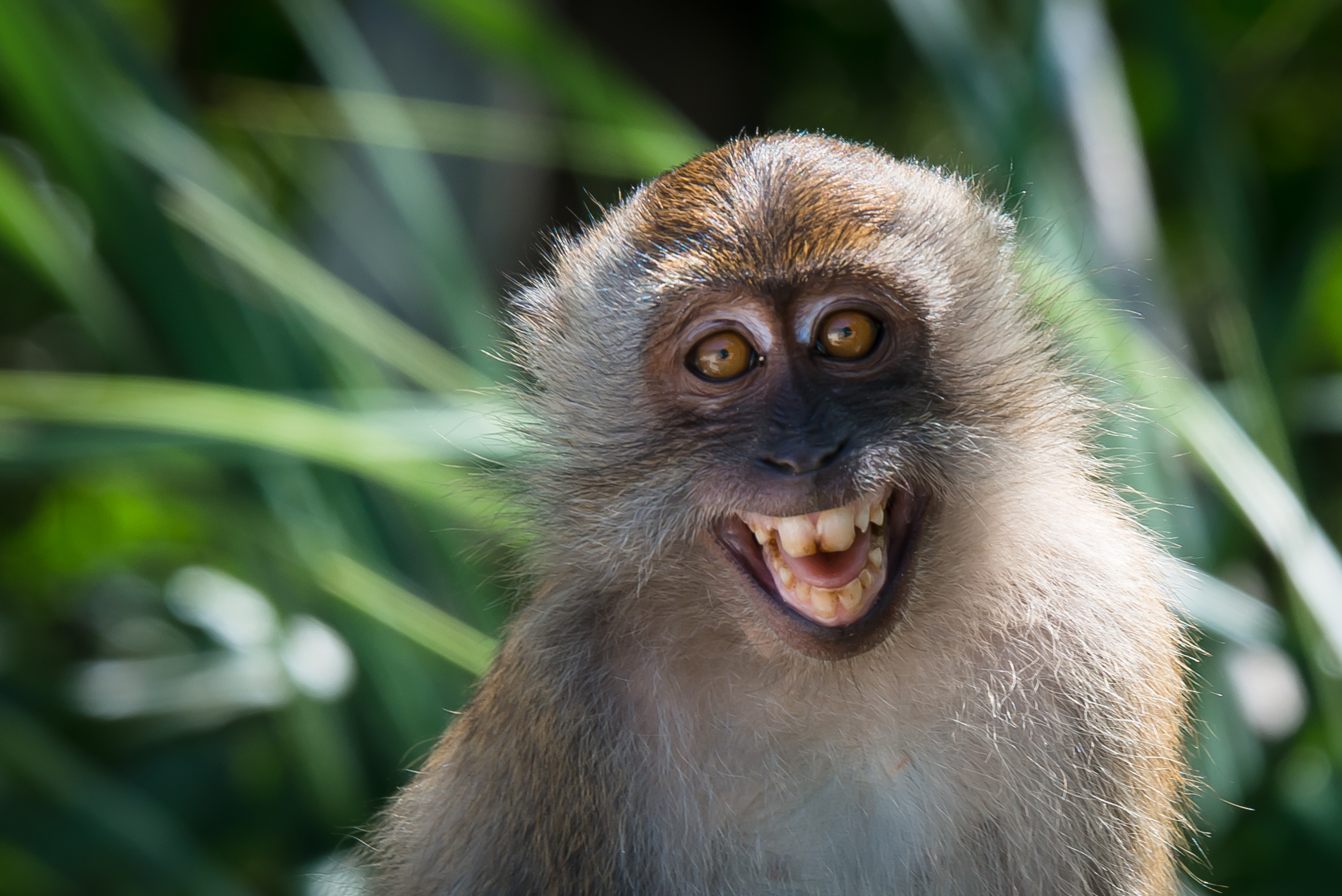
Der Javaneraffe gehört zu den Altweltaffen

### Innere Systematik
Die Affen teilen sich in zwei Gruppen, die Neuweltaffen (Platyrrhini) und die Altweltaffen (Catarrhini). Die folgende Systematik gibt die Affen bis zur Familienebene wieder:
|  | Nachtaffen (Aotidae)                                                                        |
|  |                                                                                             |
|  | \| \| Krallenaffen (Callitrichidae) \| \| \| \| \| \| Kapuzinerartige (Cebidae) \| \| \| \| |
|  |                                                                                             |
|  | Krallenaffen (Callitrichidae)                                                               |
|  |                                                                                             |
|  | Kapuzinerartige (Cebidae)                                                                   |
|  |                                                                                             |

|  | Krallenaffen (Callitrichidae) |
|  |                               |
|  | Kapuzinerartige (Cebidae)     |
|  |                               |

|  | Nachtaffen (Aotidae)                                                                        |
|  |                                                                                             |
|  | \| \| Krallenaffen (Callitrichidae) \| \| \| \| \| \| Kapuzinerartige (Cebidae) \| \| \| \| |
|  |                                                                                             |
|  | Krallenaffen (Callitrichidae)                                                               |
|  |                                                                                             |
|  | Kapuzinerartige (Cebidae)                                                                   |
|  |                                                                                             |

|  | Krallenaffen (Callitrichidae) |
|  |                               |
|  | Kapuzinerartige (Cebidae)     |
|  |                               |

|  | Nachtaffen (Aotidae)                                                                        |
|  |                                                                                             |
|  | \| \| Krallenaffen (Callitrichidae) \| \| \| \| \| \| Kapuzinerartige (Cebidae) \| \| \| \| |
|  |                                                                                             |
|  | Krallenaffen (Callitrichidae)                                                               |
|  |                                                                                             |
|  | Kapuzinerartige (Cebidae)                                                                   |
|  |                                                                                             |

|  | Krallenaffen (Callitrichidae) |
|  |                               |
|  | Kapuzinerartige (Cebidae)     |
|  |                               |

|  | Nachtaffen (Aotidae)                                                                        |
|  |                                                                                             |
|  | \| \| Krallenaffen (Callitrichidae) \| \| \| \| \| \| Kapuzinerartige (Cebidae) \| \| \| \| |
|  |                                                                                             |
|  | Krallenaffen (Callitrichidae)                                                               |
|  |                                                                                             |
|  | Kapuzinerartige (Cebidae)                                                                   |
|  |                                                                                             |

|  | Krallenaffen (Callitrichidae) |
|  |                               |
|  | Kapuzinerartige (Cebidae)     |
|  |                               |

|                             | Meerkatzenverwandte (Cercopithecidae)                                                            |
|                             |                                                                                                  |
| Menschenartige (Hominoidea) | \| \| Gibbons (Hylobatidae) \| \| \| \| \| \| Menschenaffen (Hominidae inkl. Mensch) \| \| \| \| |
|                             | \| \| Gibbons (Hylobatidae) \| \| \| \| \| \| Menschenaffen (Hominidae inkl. Mensch) \| \| \| \| |
|                             | Gibbons (Hylobatidae)                                                                            |
|                             |                                                                                                  |
|                             | Menschenaffen (Hominidae inkl. Mensch)                                                           |
|                             |                                                                                                  |

|  | Gibbons (Hylobatidae)                  |
|  |                                        |
|  | Menschenaffen (Hominidae inkl. Mensch) |
|  |                                        |

|  | Nachtaffen (Aotidae)                                                                        |
|  |                                                                                             |
|  | \| \| Krallenaffen (Callitrichidae) \| \| \| \| \| \| Kapuzinerartige (Cebidae) \| \| \| \| |
|  |                                                                                             |
|  | Krallenaffen (Callitrichidae)                                                               |
|  |                                                                                             |
|  | Kapuzinerartige (Cebidae)                                                                   |
|  |                                                                                             |

|  | Krallenaffen (Callitrichidae) |
|  |                               |
|  | Kapuzinerartige (Cebidae)     |
|  |                               |

|  | Nachtaffen (Aotidae)                                                                        |
|  |                                                                                             |
|  | \| \| Krallenaffen (Callitrichidae) \| \| \| \| \| \| Kapuzinerartige (Cebidae) \| \| \| \| |
|  |                                                                                             |
|  | Krallenaffen (Callitrichidae)                                                               |
|  |                                                                                             |
|  | Kapuzinerartige (Cebidae)                                                                   |
|  |                                                                                             |

|  | Krallenaffen (Callitrichidae) |
|  |                               |
|  | Kapuzinerartige (Cebidae)     |
|  |                               |

|  | Nachtaffen (Aotidae)                                                                        |
|  |                                                                                             |
|  | \| \| Krallenaffen (Callitrichidae) \| \| \| \| \| \| Kapuzinerartige (Cebidae) \| \| \| \| |
|  |                                                                                             |
|  | Krallenaffen (Callitrichidae)                                                               |
|  |                                                                                             |
|  | Kapuzinerartige (Cebidae)                                                                   |
|  |                                                                                             |

|  | Krallenaffen (Callitrichidae) |
|  |                               |
|  | Kapuzinerartige (Cebidae)     |
|  |                               |

|  | Nachtaffen (Aotidae)                                                                        |
|  |                                                                                             |
|  | \| \| Krallenaffen (Callitrichidae) \| \| \| \| \| \| Kapuzinerartige (Cebidae) \| \| \| \| |
|  |                                                                                             |
|  | Krallenaffen (Callitrichidae)                                                               |
|  |                                                                                             |
|  | Kapuzinerartige (Cebidae)                                                                   |
|  |                                                                                             |

|  | Krallenaffen (Callitrichidae) |
|  |                               |
|  | Kapuzinerartige (Cebidae)     |
|  |                               |

|                             | Meerkatzenverwandte (Cercopithecidae)                                                            |
|                             |                                                                                                  |
| Menschenartige (Hominoidea) | \| \| Gibbons (Hylobatidae) \| \| \| \| \| \| Menschenaffen (Hominidae inkl. Mensch) \| \| \| \| |
|                             | \| \| Gibbons (Hylobatidae) \| \| \| \| \| \| Menschenaffen (Hominidae inkl. Mensch) \| \| \| \| |
|                             | Gibbons (Hylobatidae)                                                                            |
|                             |                                                                                                  |
|                             | Menschenaffen (Hominidae inkl. Mensch)                                                           |
|                             |                                                                                                  |

|  | Gibbons (Hylobatidae)                  |
|  |                                        |
|  | Menschenaffen (Hominidae inkl. Mensch) |
|  |                                        |

## Stammesgeschichte
Die Aufspaltung der Affen in die beiden Hauptlinien Neuweltaffen (Platyrrhini) und Altweltaffen (Catarrhini) soll nach molekulargenetischen Schätzungen im mittleren Eozän vor ca. 43 Millionen Jahren erfolgt sein. Erste fossile Affen aus eozänen Ablagerungen in China, Thailand und Burma (Eosimias, Aseanpithecus und Amphipithecus) können jedoch keiner der Teilgruppen zugeordnet werden. Gleiches gilt für die in Nordafrika gefundenen späteozänen Proteopithecidae und Parapithecidae (Apidium, Parapithecus), die in Schädelbau und Bezahnung die für Affen ursprünglichen Merkmalsausprägungen aufweisen. Die reiche Primatenfauna der Gebel Qatrani-Formation der berühmten Fayyum-Fossillagerstätte in Ägypten, die mit einem Alter von 34 bis 29 Millionen Jahren den Übergang vom Eozän zum Oligozän markiert, enthält jedoch nicht nur Stammgruppenvertreter der Anthropoidea. In den obersten Schichten des frühen Oligozän tauchen mit den Oligopithecidae und den Propliopithecidae (Aegyptopithecus) die ersten Altweltaffen (Catarrhini) auf. Sie besitzen bereits die abgeleitete Zahnformel der Altweltaffen (Reduktion des zweiten Praemolaren), das Ectotympanicum (ein Knochen, auf dem das Trommelfell aufgespannt ist) ist allerdings noch nicht zu einer knöchernen Röhre ausgewachsen.
Die Ankunft der Neuweltaffen (Platyrrhini) in der Neuen Welt ist mit einem einzelnen, in Peru gefundenen linken Molar aus dem Oberkiefer nachgewiesen. Er stammt aus dem späten Eozän vor ca. 35 Millionen Jahren und wurde unter der Bezeichnung Perupithecus beschrieben. Aus dem späten Oligozän (vor 26 Millionen Jahren) von Bolivien stammt Branisella. Die Gattung ist durch Kieferknochen und einzelne Zähne dokumentiert. Eine frühe Radiation der Neuweltaffen erfolgte im Unteren und Mittleren Miozän und fand überwiegend im südlichen Teil Südamerikas statt. Aus ihr gingen Formen wie Chilecebus, Tremacebus oder Homunculus hervor. Unklar ist hierbei, ob es sich um Stammgruppenvertreter der Neuweltaffen oder um frühe Mitglieder der heutigen Linien handelt. Spätestens im Mittleren Miozän entstanden die einzelnen Familien der Neuweltaffen und die aus dem Oberen Miozän stammenden Fossilien aus der Fundstätte von La Venta in Kolumbien können bereits den rezenten Familien zugeordnet werden. Neben den Vorfahren der Neuweltaffen hat auch eine zweite Affenlinie den Atlantik überquert und so Südamerika besiedelt. Mit Ucayalipithecus aus der Familie der Parapithecidae ist eine Form aus dem Amazonastiefland von Peru nachgewiesen. Gefunden an der Fossilfundstelle Santa Rosa wurden bisher vier Zähne geborgen, deren Alter etwa bei 35 bis 32 Millionen Jahren liegt. Diese Seitenlinie der Affen ist allerdings wieder ausgestorben.
Sehr frühe Belege aus dem Umfeld der Meerkatzenverwandten (Cercopithecoidea) liegen mit einzelnen Unterkieferfragmenten von Alophe aus der Region westlich des Turkana-Sees vor. Sie datieren mit rund 22 Millionen Jahren in das Untere Miozän. Die ersten Stammgruppenvertreter erscheinen im Mittleren und Oberen Miozän. Sie sind 19 und 12,5 Mio. Jahre alt, belegen bereits Anpassungen an eine teilweise terrestrische Lebensweise und wurden der Familie Victoriapithecidae zugeordnet. Hierzu zählen etwa die bedeutenden Funde aus der Napak-Region im östlichen Uganda. Die Trennung von Meerkatzenverwandten und Menschenartigen (Hominoidea) fand vor etwa 25 Mio. Jahren statt. In die Nähe der letzten gemeinsamen Vorfahren von Meerkatzenverwandten und Menschenartigen wird Saadanius gestellt, der während des mittleren Oligozäns auf der Arabischen Halbinsel vorkam. Arten- und formenreiche Primatengruppen, die als früheste Stammlinienvertreter der Hominoidea angesehen werden fand man in aus dem Miozän stammenden Ablagerungen von Ostafrika (Uganda, Kenia) bis zur Arabischen Halbinsel. Etwa 20 Arten werden den Proconsulidae und Dendropithecidae zugeordnet. Sie haben mit rezenten Hominoidea einige Gebissmerkmale gemeinsam. Ihr Schwanz ist reduziert. Anpassungen an eine suspensorische (hangelnde) Fortbewegung lassen sich aber nicht feststellen. Aus dem späten Miozän vor 11 bis 9 Millionen Jahren sind auch Vertreter der Hominidae in Südeuropa (Frankreich, Spanien, Norditalien) dokumentiert. Sie wurden den Gattungen Oreopithecus und Dryopithecus zugeordnet. Wie die rezenten großen Menschenaffen besitzen sie einen dicken Zahnschmelz. Vor mindestens 9 Millionen Jahren erfolgte die Trennung der asiatischen Ponginae, deren einzige heutige Vertreter die Orang-Utans sind, von den europäisch-afrikanischen Homininae, zu denen die Gorillas, die Schimpansen und die Menschen gehören.

## Belege
1. ↑  Dietrich Starck: Lehrbuch der Speziellen Zoologie. Band II: Wirbeltiere. Teil 5: Säugetiere. Gustav Fischer, Jena 1995, ISBN 3-334-60453-5, S. 550 (1241 S.).
2. ↑  Malcolm C. McKenna, Susan K. Bell: Classification of Mammals Above the Species Level. Columbia University Press, New York 1997, ISBN 0-231-11012-X, S. 340 (631 S.).
3. ↑  Colin P. Groves: Order Primates. In: Don E. Wilson, DeeAnn M. Reeder (Hrsg.): Mammal Species of the World: A Taxonomic and Geographic Reference. Johns Hopkins University Press, Baltimore 2005, ISBN 0-8018-8221-4, S. 111–184 (128 S.).
4. ↑  Wolfgang Maier: Primates. In: Wilfried Westheide, Reinhard Rieger (Hrsg.): Spezielle Zoologie. Teil 2: Wirbel- oder Schädeltiere. 1. Auflage. Spektrum Akademischer Verlag (Elsevier), Heidelberg/Berlin 2004, ISBN 3-8274-0307-3, S. 553–573 (567 S.).
5. ↑  Ernst Haeckel: Stammes-Geschichte des Menschen. In: Allgemeine Stammes-Geschichte: (Phylogenie und Anthropologie). XVI–XXX. Vortrag. 1. Auflage. Walter de Gruyter GmbH & Co KG, Berlin 2019, ISBN 978-3-11-143995-2, S. 680–712 (460 S.).
6. ↑  Rolf Sauermost, Doris Freudig (Hrsg.): Lexikon der Biologie in vierzehn Bänden. Band 1: A bis Arj. Spektrum Akademischer Verlag (Elsevier), Heidelberg 1999, ISBN 3-8274-0326-X, Affen, S. 108 (452 S.).
7. ↑  8 Milliarden Menschen – 8 Milliarden Chancen. Auf: bmz.de vom 3. November 2022.
8. ↑  Kim Hill: Hunting and human evolution. In: Journal of Human Evolution. Band 11, Nr. 6, 1982, S. 521–544, doi:10.1016/S0047-2484(82)80107-3.
9. ↑  Gary J. Sawyer, Viktor Deak: Der lange Weg zum Menschen. Lebensbilder aus 7 Millionen Jahren Evolution. Spektrum Akademischer Verlag, Heidelberg 2008, S. 153.
10. ↑  Tierversuche in Forschung und Lehre. Arbeitsgruppe Kognitive Neurophysiologie. Fragen zur Hirnforschung an der Universität Bremen. Universität Bremen, abgerufen am 30. Januar 2025
11. ↑  Affen. artenschutz-online.de, abgerufen am 30. Januar 2025
12. ↑  Vier Kilo Affenfleisch um 100 Euro: In Europa blüht der illegale Handel mit Buschfleisch. Europäisches Umweltbüro, abgerufen am 30. Januar 2025
13. ↑  Affe, der Duden, abgerufen am 30. Januar 2025
14. ↑  Ägyptologie: Die Leiden der heiligen Affen. Süddeutsche Zeitung, abgerufen am 30. Januar 2025
15. ↑  Lustig und lästig: die Languren. Indiens heilige Affen können ganz schön nerven. National Geographic, abgerufen am 30. Januar 2025
16. ↑  Jean-Jacques Jaeger, Olivier Chavasseau, Vincent Lazzari, Aung Naing Soe, Chit Sein, Anne Le Maître, Hla Shwe und Yaowalak Chaimanee: New Eocene primate from Myanmar shares dental characters with African Eocene crown anthropoids. In: Nature Communications. Band 10, 2019, S. 3531, doi:10.1038/s41467-019-11295-6.
17. 1 2 3 4  
Wilfried Westheide & Reinhard Rieger: Spezielle Zoologie Teil 2: Wirbel und Schädeltiere, 2. Auflage, Spektrum Akademischer Verlag Heidelberg • Berlin, 2010, ISBN 978-3-8274-2039-8, S. 575 f.
18. ↑  Mariano Bond, Marcelo F. Tejedor, Kenneth E. Campbell Jr, Laura Chornogubsky, Nelson Novo, Francisco Goin: Eocene primates of South America and the African origins of New World monkeys. In: Nature. Band 520, Nr. 7548, 2015, S. 538–541, doi:10.1038/nature14120.
19. ↑  M. Takai, F. Anaya, N. Shigehara, T. Setoguchi: New fossil materials of the earliest new world monkey, Branisella boliviana, and the problem of platyrrhine origins. In: American Journal of Physical Anthropology. Band 111, Nr. 2, Februar 2000, doi:10.1002/(SICI)1096-8644(200002)111:2<263::AID-AJPA10>3.0.CO;2-6, ISSN 0275-2565, PMID 10640951, S. 263–281.
20. ↑  Richard F. Kay: Biogeography in deep time – What do phylogenetics, geology, and paleoclimate tell us about early platyrrhine evolution? In: Molecular Phylogenetics and Evolution. Band 82, 2015, S. 358–374.
21. ↑  Laurent Marivaux, Sylvain Adnet, Ali J. Altamirano-Sierra, Myriam Boivin, François Pujos, Anusha Ramdarshan, Rodolfo Salas-Gismondi, Julia V. Tejada-Lara, Pierre-Olivier Antoine: Neotropics provide insights into the emergence of New World monkeys: New dental evidence from the late Oligocene of Peruvian Amazonia. In: Journal of Human Evolution. Band 97, 2016, S. 159–175.
22. ↑  Erik R. Seiffert, Marcelo F. Tejedor, John G. Fleagle, Nelson M. Novo, Fanny M. Cornejo, Mariano Bond, Dorien de Vries, Kenneth E. Campbell Jr.: A parapithecid stem anthropoid of African origin in the Paleogene of South America. In: Science. Band 368 (6487), 2020, S. 194–197, doi:10.1126/science.aba1135.
23. ↑  David Tab Rasmussen, Anthony R. Friscia, Mercedes Gutierrez, John Kappelman, Ellen R. Miller, Samuel Muteti, Dawn Reynoso, James B. Rossie, Terry L. Spell, Neil J. Tabor, Elizabeth Gierlowski-Kordesch, Bonnie F. Jacobs, Benson Kyongo, Mathew Macharwas, Francis Muchemi: Primitive Old World monkey from the earliest Miocene of Kenya and the evolution of cercopithecoid bilophodonty. In: PNAS. Band 116 (13), 2019, S. 6051–6056, doi:10.1073/pnas.1815423116.
24. ↑  David Pilbeam, Alan Walker: Fossil Monkeys from the Miocene of Napak, North-East Uganda.In:  Nature. Band 220, 1968, S. 657–660.
25. ↑  Martin Pickford, Brigitte Senut, Sarah Musalizi, Dominique Gommery und Christopher Ssebuyungo: Early Miocene Victoriapithecid Monkey from Napak, Uganda. In: Geo-Pal Uganda. Band 12, 2019, S. 1–17.
26. ↑  Iyad S. Zalmout, William J. Sanders, Laura M. MacLatchy, Gregg F. Gunnell, Yahya A. Al-Mufarreh, Mohammad A. Ali, Abdul-Azziz H. Nasser, Abdu M. Al-Masari, Salih A. Al-Sobhi, Ayman O. Nadhra, Adel H. Matari, Jeffrey A. Wilson, Philip D. Gingerich: New Oligocene primate from Saudi Arabia and the divergence of apes and Old World monkeys. In: Nature. Band 466, 2010, S. 360–364, doi:10.1038/nature09094.